# Thomas Ahlgrimm
Thomas Ahlgrimm (* 7. März 1968) ist ein deutscher Fußballspieler.

## Karriere
Er wechselte zur Saison 1987/88 zu Blau-Weiß 90 Berlin. In der zweiten Liga kam er für den Verein zum ersten Mal bei einem 3:0-Sieg über die SG Union Solingen am 25. Juli 1987 zum Einsatz, wo er auch über die komplette Spielzeit auf dem Platz stand. In der laufenden Spielzeit kam er dann jedoch nur noch auf acht weitere Einsätze. Der letzte war dabei ein 3:1-Sieg über die SG Wattenscheid 09 am 10. Oktober 1987 wo er in der 46. Minute für Manfred Hellmann eingewechselt wurde. Danach kam er nur noch für die zweite Mannschaft in der NOFV-Oberliga Mitte zum Einsatz. Nach dem Ende von Blau-Weiß Berlin ging er von 1992 bis 1994 nach Hannover zu den Sportfreunde Ricklingen.